# نووسووخوزنی
نووسووخوزنی (به لاتین: Novosovkhozny) یک منطقهٔ مسکونی در روسیه است که در سرزمین آلتای واقع شده‌است.